# Dami Im
Dami Im (koreanska: 임다미), född 17 oktober 1988 i Incheon i Sydkorea, är en australisk sångerska av sydkoreanskt ursprung.

## Karriär
Dami Im föddes i Sydkorea men flyttade till Australien när hon var 9 år. Hon släppte sin första skiva Dream år 2010. År 2013 vann hon den femte säsongen av den australiska versionen av TV-programmet The X Factor, vilket ledde till skivkontrakt med Sony Music Australia. Albumet Dami Im och debutsingeln "Alive" som släpptes samma år nådde båda första plats på den nationella albumlistan och singellistan.
Den 3 mars 2016 blev det klart att hon skulle representera Australien vid Eurovision Song Contest 2016 i Stockholm. Hennes låt "Sound of Silence" presenterades den 11 mars 2016. Hon framförde bidraget i den andra semifinalen i Globen den 12 maj 2016.. Hon kom tvåa i ESC 2016.

## Diskografi

### Album
- 2010 – Dream
- 2013 – Dami Im
- 2014 – Heart Beats
- 2016 – Classic Carpenters

### Singlar
- 2013 - "Alive"
- 2014 - "Super Love"
- 2014 - "Gladiator"
- 2014 - "Living Dangerously"
- 2015 - "Smile"
- 2016 - "Sound of Silence"